# Arifat
Arifat ist eine südfranzösische Gemeinde mit 128 Einwohnern (Stand 1. Januar 2022) in der Umgebung von Albi im Département Tarn in der Region Okzitanien.

## Lage
Arifat liegt in den südlichen Ausläufern des Zentralmassivs in der Kulturlandschaft des Albigeois ca. 32 km (Fahrtstrecke) südöstlich von Albi in einer Höhe von ca. 415 m ü. d. M. Das Klima ist gemäßigt; Regen fällt ganzjährig. An der westlichen Gemeindegrenze verläuft der Dadou, seine Zuflüsse Aze im Südwesten, Bardes im Zentrum und Dadounet im Norden.

## Bevölkerungsentwicklung
| Jahr      | 1800 | 1851 | 1901 | 1954 | 1999 | 2014 |
| Einwohner | 421  | 829  | 617  | 293  | 158  | 151  |

Der Rückgang der Einwohnerzahlen im ausgehenden 19. und in der ersten Hälfte des 20. Jahrhunderts ist im Wesentlichen auf die Mechanisierung der Landwirtschaft und den damit zusammenhängenden Verlust an Arbeitsplätzen zurückzuführen.

## Wirtschaft
Die Bewohner des Ortes lebten traditionell als Selbstversorger von der Landwirtschaft, zu der auch ein wenig Viehzucht gehörte.

## Geschichte
Das der regional und überregional bekannten Familie Soubiran gehörende Château d’Arifat existierte bereits im 13. Jahrhundert.

## Sehenswürdigkeiten
- Das aus Bruchsteinen gemauerte und verputzte Château d’Arifat zeigt einige Kreuzstockfenster und entstammt wahrscheinlich dem 15./16. Jahrhundert; der schmucklose Bau wurde im 20. Jahrhundert lange Zeit als Schule genutzt und ist in einem ruinösen Zustand.[3]
- Nordwestlich des Ortes befinden sich die in drei Stufen über insgesamt ca. 80 m herabstürzenden Cascades d’Arifat.[4]